# 제7대 달라이 라마

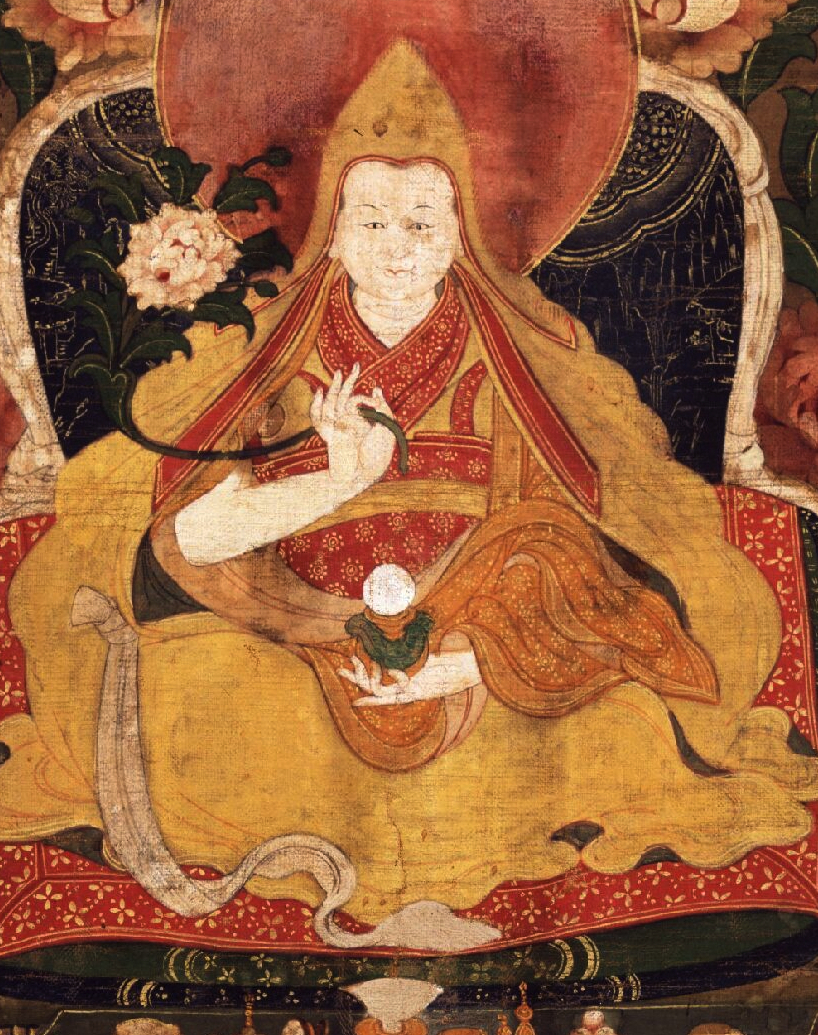
제7대 달라이 라마

게샹갸초(티베트어: བསྐལ་བཟང་རྒྱ་མཚོ་, 1708년 ~ 1757년)는 제7대 달라이 라마이다.

## 달라이 라마가 되기 전
게샹갸초는 티베트 동부의 리장 지역에서 태어났다. 그가 태어난 당시, 포탈라궁의 왕좌는 예셰갸초가 창양갸초를 쫓아내고 차지하고 있었다. 대다수의 티베트인들은 예셰갸초를 정식 달라이 라마로 인정하지 않았으며, 예언자들은 게샹갸초가 태어나자 그를 창양갸초의 환생자로 인정했다. 그가 창양갸초의 환생자로 공인받자, 게샹갸초는 살해의 위협을 피해 사원으로 들어갔고, 그 곳에서 제왕교육과 승려교육을 본격적으로 받게 된다. 1715년, 중국의 강희제는 게샹갸초를 정식으로 인정했고, 이로 인해 예셰갸초와 본격적인 싸움을 벌이게 된다. 그는 12살이 되던 해인 1720년에 정식 달라이 라마로 즉위했고, 이때부터 그의 치세가 공식적으로 시작되게 된다.
오이라트인들이 1717년에 티베트로 쳐들어왔고, 예셰갸초를 폐위시킨다. 하지만 오이라트인들은 게샹갸초를 왕위에 올리는 것에는 관심이 없었고, 라싸 시내에서 강간, 살인, 절도를 계속하며 도시를 황폐화시켰다. 또한 그들은 심지어 강희제가 보낸 소규모 군대까지 쓸어버리며, 그들의 무력에 대한 자신감을 과시했다.
오이라트인들의 티베트 점령기간 동안, 수많은 백성들과 승려들이 학살당했고, 승려들이 오이라트 관리에게 업무 보고를 하러 갈때마다, 그들은 혀를 길게 내밀고 서있어야했다.(당시 티베트에는 만다라를 많이 외우면 외울 수록 혀의 색깔이 검게 변한다는 미신이 있었다.)

## 달라이 라마
강희제는 그가 보낸 소규모 원정대가 학살당했다는 소식을 들은 후, 대규모 군대를 보내 티베트의 오이라트인들을 정벌하려 하였다. 이 원정을 통해 1720년 오이라트 인들은 티베트에서 완전히 축출되었으며, 게샹갸초가 왕위에 오르게 되었다. 그는 1720년, 라싸의 포탈라궁에서 정식으로 대관식을 가졌으며 5대 판첸 라마에 의해 공인받고, 드디어 '게샹갸초'라는 이름으로 불리게 된다.
강희제는 티베트를 청 제국의 보호령으로 선포하였고, 라싸에 청나라 대사관을 세워 티베트의 내정에 간섭하였다. 이 대사관에는 황제의 명을 받드는 관리들과 병사들이 상주하였으며, 이 제도는 청나라가 멸망할 때까지 지속되게 된다.
| 전임 창앙갸초 | 제7대 달라이 라마 1708년 ~ 1757년 | 후임 참빼갸초 |